# Championnat du Burundi de football 2021-2022
Navigation
Saison précédente Saison suivante
La saison 2021-2022 du Championnat du Burundi de football est la cinquante-neuvième édition de la Primus League, le championnat de première division au Burundi. Les seize meilleures équipes du pays sont regroupées au sein d’une poule unique où ils s’affrontent deux fois au cours de la saison, à domicile et à l’extérieur. En fin de saison, les trois derniers du classement sont relégués et remplacés par les trois meilleurs clubs de deuxième division.
Le Le Messager FC Ngozi est le tenant du titre. Le club Flambeau du Centre remporte le championnat lors de la dernière journée.

## Qualifications continentales
Le champion du Burundi se qualifie pour la Ligue des champions de la CAF 2022-2023 tandis que le vainqueur de la coupe nationale obtient son billet pour la Coupe de la confédération 2022-2023.

## Les clubs participants
- Vital’O FC
- Rukinzo FC
- Le Messager FC Ngozi
- Bujumbura City FC
- Aigle Noir FC de Makamba
- Burundi Sport Dynamique
- Kayanza United
- Flambeau du Centre
- Olympique Star
- Bumamuru FC
- Musongati FC
- Royal FC
- Atlético Olympic est renommé Atlético New Oil FC
- Top Junior FC - Promu de D2
- Flambeau de l'Est - Promu de D2
- Les Crocos FC - Promu de D2

## Compétition
Le barème utilisé pour établir le classement est le suivant :
- Victoire : 3 points
- Match nul : 1 point
- Défaite : 0 point

### Classement
| Rang | Équipe                   | Pts | J  | G  | N  | P  | Bp | Bc | Diff |
| ---- | ------------------------ | --- | -- | -- | -- | -- | -- | -- | ---- |
| 1    | Flambeau du Centre       | 53  | 30 | 16 | 5  | 9  | 40 | 24 | +16  |
| 2    | Atlético New Oil FC      | 52  | 30 | 15 | 7  | 8  | 35 | 22 | +13  |
| 3    | Bumamuru FC C            | 51  | 30 | 15 | 6  | 9  | 40 | 27 | +13  |
| 4    | Top Junior FC P          | 51  | 30 | 14 | 9  | 7  | 37 | 29 | +8   |
| 5    | Aigle Noir FC de Makamba | 46  | 30 | 12 | 10 | 8  | 39 | 31 | +8   |
| 6    | Olympique Star           | 46  | 30 | 11 | 13 | 6  | 31 | 25 | +6   |
| 7    | Le Messager FC NgoziT    | 46  | 30 | 13 | 7  | 10 | 27 | 21 | +6   |
| 8    | Burundi Sport Dynamique  | 46  | 30 | 13 | 7  | 10 | 35 | 33 | +2   |
| 9    | Musongati FC             | 44  | 30 | 12 | 8  | 10 | 27 | 22 | +5   |
| 10   | Rukinzo FC               | 39  | 30 | 8  | 15 | 7  | 26 | 25 | +1   |
| 11   | Vital’O FC               | 39  | 30 | 11 | 6  | 13 | 32 | 39 | -7   |
| 12   | Bujumbura City FC        | 37  | 30 | 9  | 10 | 11 | 35 | 37 | -2   |
| 13   | Kayanza United           | 33  | 30 | 8  | 9  | 13 | 34 | 38 | -4   |
| 14   | Les Crocos FC P          | 24  | 30 | 5  | 9  | 16 | 19 | 29 | -10  |
| 15   | Flambeau de l'Est P      | 23  | 30 | 5  | 8  | 17 | 18 | 54 | -36  |
| 16   | Royal FC                 | 22  | 30 | 5  | 7  | 18 | 24 | 43 | -19  |

|  | Qualification pour la Ligue des champions de la CAF 2022-2023            |
|  | Qualification pour la Coupe de la confédération 2022-2023                |
|  | Relégation directe en deuxième division                                  |
|  | T : Tenant du titre C : Vainqueur de la Coupe du Burundi P : Promu de D2 |

## Bilan de la saison
| Championnat du Burundi de football 2021-2022 |                                |
| Champion                                     | Flambeau du Centre (1er titre) |
| Coupes et trophées                           |                                |
| Vainqueur de la Coupe du Burundi 2021-2022   | Bumamuru FC                    |
| Qualifications continentales                 |                                |
| Ligue des champions de la CAF 2022-2023      | Flambeau du Centre             |
| Coupe de la confédération 2022-2023          | Bumamuru FC                    |
| Promotions et relégations                    |                                |
| Promus en Ligue A                            | Inter Star                     |
| Promus en Ligue A                            | Magara Young Boys              |
| Promus en Ligue A                            | Tigres FC                      |
| Relégués en Ligue B                          | Les Crocos FC                  |
| Relégués en Ligue B                          | Flambeau de l'Est              |
| Relégués en Ligue B                          | Royal FC                       |